# Santo Amaro da Imperatriz
Santo Amaro da Imperatriz, amtlich portugiesisch Município de Santo Amaro da Imperatriz, ist eine Kleinstadt im brasilianischen Bundesstaat Santa Catarina. Sie ist Teil der Metropolregion Florianópolis. Zum 1. Juli 2021 wurde die Einwohnerzahl auf 23.907 geschätzt, die Santo-Amarenser genannt werden und auf einer Gemeindefläche von rund 344,2 km² leben.

## Geschichte
Die Geschichte von Santo Amaro da Imperatriz ist eng mit der Entdeckung der Thermalquellen der Stadt im Jahre 1813 verbunden.
Die kaiserliche Regierung entsandte nach der Entdeckung ein Polizeikontingent, welches das Gebiet sichern sollte, das in der damaligen Zeit von Indios bewohnt wurde.
Am 18. März 1818 wurde unter König Dom João VI. das örtliche Krankenhaus fertiggestellt. Damit wurde auch die erste offizielle Badeanstalt in Brasilien errichtet. Von 1832 bis 1839 wurde eine Kapelle zu Ehren der Heiligen Anna errichtet, in der das kaiserliche Paar Dom Pedro II. und Dona Teresa Cristina Maria de Bourbon im Oktober 1845 offiziell empfangen wurde.
Im Voraus wurde die Errichtung eines Gebäudes mit Schlafräumen und Badewannen angeordnet. Durch das Wasser der Thermalquellen sollten Krankheiten gelindert werden. Als Hommage an die Kaiserin wurde später der Ortsteil Caldas do Cubatão, an dem die kaiserlichen Gäste verweilten, in Caldas da Imperatriz umbenannt.
Das Gebiet, das von Zuwanderern aus São José und Enseada de Brito besiedelt wurde, nannte man zunächst Arraial do Cubatão. Ziel war es, ein kommerzielles Zentrum für die nahegelegene Bergregion aufzubauen. Händler aus der Bergregion verlangten vor allem nach Mehl, Zucker und anderen Grundnahrungsmitteln, was dazu führte, dass die Gemeinde anwuchs. Später siedelten sich ca. 30 deutschstämmige Familien aus Teresópolis an.
Am 29. Mai 1854 wurde das Gebiet zu einer Freguesia erklärt, was die Gründung einer Pfarrei (Parochie) mit dem Namen Santo Amaro zur Folge hatte. Als Stammsitz der Pfarrei diente die bereits existierende Kirche der Heiligen Anna. Um die katholischen deutschen Einwanderer zu betreuen
wurde 1861 die erste Franziskanergemeinde in Santa Catarina gegründet.
Am 24. April 1894 wurde das Município Palhoça gegründet. Santo Amaro da Imperatriz wurde, gemeinsam mit der Gemeinde Enseada de Brito, dem neu gegründeten Verwaltungsgebiet angegliedert. 1890 wurde die Pfarrei Nossa Senhora do Rosário der Gemeinde Enseada de Brito in die Pfarrei von Santo Amaro aufgenommen. Die Stadtkirche, mit deren Bau 1907 begonnen worden war, wurde am 12. November 1911 vom Bischof de Bistums Dom João Becker geweiht.
Im Jahre 1949 wurde Santo Amaro offiziell in Santo Amaro da Imperatriz umbenannt. Per Gesetz vom 6. Januar 1958 wurde Santo Amaro da Imperatriz zu einem eigenständigen Município.

## Geographie
Von den 338 km² des Gebietes von Santo Amaro da Imperatriz stehen 72 % unter Naturschutz. Die umgebenden Berge und die wilden Flüsse machen die Gegend zu einer reizvollen Landschaft.
Santo Amaro da Imperatriz ist über die Bundesstraße BR-282, welche die Großstädte Lages und Florianópolis verbindet, erreichbar.
Der Fluss Rio Cubatão do Sul durchfließt das Gemeindegebiet.
Umliegende Gemeinden sind Paulo Lopes, Palhoça, Águas Mornas, São Pedro de Alcântara, São José und São Bonifácio.

## Bevölkerung, Soziales, Wirtschaft
Das gesunde Wasser von Santo Amaro da Imperatriz und seine schöne, ursprüngliche Landschaft ist für einen Großteil des wirtschaftlichen Umsatzes der Stadt verantwortlich.
Die Hotels, in denen man das gesunde Wasser auf sich wirken lassen kann, sind im Süden Brasiliens sehr bekannt. Wildwassertouren auf den reißenden Flüssen finden ein internationales Publikum. Die Mineralquellen werden von zwei großen Mineralwasserabfüllern genutzt. Die Viehwirtschaft und der Anbau von Mais, Tomaten und Kartoffeln sind weitere Wirtschaftszweige.

### Fest des Heiligen Geistes
Seit 1854 findet jährlich das Fest des Heiligen Geistes in Santo Amaro da Imperatriz statt, ein Fest des Glaubens und der azorischen Traditionen.
In Santo Amaro da Imperatriz wird das Fest de Heiligen Geistes mit viel Prunk und Pomp ausgerichtet und zieht alljährlich viele Besucher und Pilger an. Das Fest ist sehr stark in der sozialen Gemeinschaft verwurzelt und ist ein Ausdruck der religiös verwurzelten Gemeinde.

### Tourismus
Santo Amaro da Imperatriz bietet viele Freizeitmöglichkeiten, mit seinen Thermalquellen,
landschaftlicher Schönheit und seinen religiösen und kulturellen Festen. Die herrliche Landschaft bietet einen wundervollen Rahmen.
Die Wasserqualität der Thermalquellen, die im Stadtteil Caldas da Imperatriz mit einer angenehmen Temperatur von 39 Grad Celsius entspringen, ist von mehreren Instituten
geprüft worden und ist auch im internationalen Vergleich als sehr hoch einzustufen.
Die imposanten Berge der Region und die ursprüngliche Landschaft machen das Gebiet zu einem Anziehungspunkt für den immer attraktiver werdenden Ökotourismus. Auch die Extremsportarten Gleitschirmfliegen, Motocross, Kanufahrten und Wildwasserfahrten sind aus dem jährlichen Ereigniskalender nicht mehr wegzudenken.
Am Rande des Naturschutzgebietes Staatspark Serra do Tabuleiro gelegen, bietet Santo Amaro da Imperatriz zahlreiche Wasserfälle, darunter der Wasserfall des Rio Cubatão mit einem Höhenunterschied von drei Metern, der auch zum Rafting genutzt wird, sowie der Cobrinha de Ouro, ein Zusammenschluss von mehreren Wasserfällen. Zudem bietet der Wasserfall Salto do Rio Matias mit 60 m Fallhöhe ein imposantes Schauspiel.
Der Berg Morro Queimado bietet mit einer Höhe von 694 Metern einen atemberaubenden Ausblick über die berühmte Küstenregion von Florianópolis. Die Spitze des Berges ist mit dem Auto zu erreichen. Gleitschirmflieger nutzen die kleine Ebene am Gipfel als Startplatz.

## Sprache
Ungefähr in den ersten 100 Jahren nach der Gründung der Kolonie war Deutsch die vorherrschende Sprache in Santo Amaro da Imperatriz. Sie wurde zunächst als einzige Sprache verwendet, da die ersten Kolonisten ausschließlich aus Deutschland kamen. Mit zunehmender Einwanderung aus anderen europäischen Ländern und brasilianischer Binnenwanderung wurden in Santo Amaro da Imperatriz auch andere Sprachen (insbesondere Italienisch und Polnisch) gesprochen. Sie waren aber auf die jeweiligen Einwanderer begrenzt. Als lingua franca galt in Santo Amaro da Imperatriz und in der ganzen Region Deutsch. Die deutschsprachigen Auswanderer und deren Nachfahren verfügten über eine gute Infrastruktur aus Schulen, Vereinen, Theatern und ähnlichen Einrichtungen.
Mit der Politik des Estado Novo (1937–1954) unter dem mit diktatorischen Vollmachten ausgestatteten Präsidenten Getúlio Vargas wurde in Brasilien eine Nationalisierungskampgne durchgeführt, die auch die deutschsprachige Gemeinschaft betraf, da der Staat den Assimilierungsprozess forcierte. Als Brasilien auf Seiten der Alliierten in den Zweiten Weltkrieg eintrat, verschärfte sich die Situation für die deutschsprachige Bevölkerung nochmals. Die Verwendung der deutschen Sprache wurde verboten und das Portugiesische hielt auch in Santo Amaro da Imperatriz Einzug. Obwohl heute Portugiesisch die vorherrschende Sprache in Santo Amaro da Imperatriz ist, hat sich in einigen Teilen der Bevölkerung Deutsch, vor allem in den ländlicheren Gebieten, als Umgangssprache erhalten.

## Persönlichkeiten
- Dani Neuhaus (* 1993), Fußballspielerin